# São Domingos das Dores
São Domingos das Dores é um município brasileiro do Estado de Minas Gerais. Localiza-se no Vale do Rio Doce.

## História
São Domingos das Dores foi elevado a distrito pela Lei estadual nº 2764, de 30 de dezembro de 1962, dentro do município de Inhapim. O município foi oficialmente instalado a 1 de janeiro de 1997. A paróquia Nossa Senhora das Dores foi criada dia 1 de janeiro de 1998.